# Zavar
Zavar es un municipio del distrito de Trnava en la región de Trnava, Eslovaquia, con una población estimada a final del año 2024 de 2563 habitantes.
Se encuentra ubicado en el centro de la región, cerca del río Váh (cuenca hidrográfica del Danubio) y de la frontera con la región de Bratislava.

## Demografía
| Año        | 1994 | 2004    | 2014     | 2024     |
| ---------- | ---- | ------- | -------- | -------- |
| Población  | 1649 | 1755    | 2222     | 2563     |
| Diferencia |      | +6,42 % | +26,60 % | +15,34 % |

| Año        | 2023 | 2024    |
| ---------- | ---- | ------- |
| Población  | 2536 | 2563    |
| Diferencia |      | +1,06 % |